# Contea di Baiquan
La contea di Baiquan (拜泉县S, BàiquánP) è una contea della Cina, situata nella provincia di Heilongjiang e amministrata dalla prefettura di Qiqihar.